# Rosmuc
Rosmuc, eller Ros Muc, tidigare på engelska även Rosmuck, är en ort i Galway i Connacht på Irland. Det har en befolkning på 557 personer och är en av de platser på Irland där iriskan är som starkast med en hög andel modersmålstalare.